# Leggi di Eshnunna
Le cosiddette leggi di Eshnunna sono un antico testo giuridico mesopotamico noto grazie al rinvenimento di due tavolette in lingua accadica, scoperte tra il 1945 e il 1949 durante le campagne di scavo condotte dalla Direzione generale delle antichità del governo iracheno nel sito di Tell Abū Ḥarmal, un piccolo centro paleo-babilonese situato nella periferia orientale di Baghdad. Gli scavi furono diretti dall'assirologo Taha Baqir, allora conservatore del Museo dell'Iraq. Fu lo stesso Baqir a identificare per primo la natura giuridica e l’importanza delle tavolette, che si rivelarono copie distinte ma parallele di un testo normativo riconducibile alla città-stato di Eshnunna.

## Contesto
Eshnunna fu un importante centro urbano della Mesopotamia, situato nella valle del Diyala, affluente del Tigri. La città raggiunse il suo apice politico tra la fine della Terza dinastia di Ur e l’ascesa dell’impero babilonese, specialmente sotto i sovrani Naram-Sin e Dadusha, figli di Ipiq-Adad, circa una generazione prima del regno di Hammurabi. In quel periodo Eshnunna estese la sua influenza su gran parte dell’alto Tigri, sull’Assiria e su porzioni dell’Alta Mesopotamia, raggiungendo a sud anche Rapiqum e Sippar. Il sito archeologico dell’antica Eshnunna è oggi identificato con il Tell Asmar, oggetto di ampie indagini da parte dell'Oriental Institute dell’Università di Chicago.

## Descrizione
Le due tavolette sono conservate presso il Museo dell'Iraq con i numeri d’inventario IM 51059 (Tavoletta A) e IM 52614 (Tavoletta B). La Tavoletta A, più estesa, misura circa 10,5 × 20 cm. È quasi completa, ma presenta lacune causate da fratture agli angoli superiori e dalla perdita di alcune righe nella parte inferiore. L’angolo inferiore destro, ritrovato separatamente e successivamente ricongiunto, ha permesso di valutare meglio l’entità del danno. L’iscrizione è fitta e difficilmente leggibile. Fu rinvenuta nel 1945, nel corso della prima campagna di scavi. La Tavoletta B, meglio conservata, rappresenta la parte inferiore di una tavoletta originariamente più grande della A. Misura 12 × 11,5 cm e si distingue per la qualità della redazione, segno di una maggiore attenzione da parte dello scriba. Fu scoperta nel 1947, durante la terza campagna di scavi. Un ulteriore frammento di codice, noto come Haddad 116, è stato rinvenuto nel sito di Tell Haddad (antica Me-Turan) nei primi anni 1980.
Le due tavolette trasmettono versioni sostanzialmente parallele dello stesso testo normativo, ma redatte con leggere varianti. Ciò ha permesso agli studiosi di ipotizzare un’evoluzione redazionale e una certa diffusione dell’opera, forse per scopi didattici oltre che giuridici. Il fatto che le copie non coincidano perfettamente suggerisce una prassi di trasmissione autonoma, pur all’interno di una comune cornice legislativa attribuita a Eshnunna.

## Datazione
Sulla base dei dati archeologici, esiste un ampio consenso nel ritenere che la redazione originaria del codice non sia posteriore al regno di Dadusha. L'archeologo Szlechter (1954) ha proposto che il testo sia stato composto proprio sotto il suo regno o sotto un immediato predecessore mentre Goetze (1956) giunse a una conclusione simile dopo l’analisi dell’ortografia delle due tavolette: secondo lui, la Tavoletta B risalirebbe al regno di Dadusha, mentre la Tavoletta A potrebbe essere di poco più antica, anche se la distanza cronologica tra le due rimane incerta.
La data precisa della promulgazione delle leggi resta però sconosciuta. In un primo momento si pensò che la Tavoletta A contenesse, nel secondo verso del proemio, il nome del sovrano Bilalama, vissuto circa due secoli prima di Hammurabi. Tale identificazione spinse molti studiosi ad attribuire il testo a quel re. Tuttavia, analisi successive sollevarono dubbi sulla correttezza filologica della lettura, portando lo stesso Goetze a ritrattare l’ipotesi iniziale. Da allora, l’identificazione con Bilalama è stata abbandonata, e la questione cronologica rimane aperta.

## Contenuto
Il testo, scritto in lingua accadica, è preceduto da un breve prologo, sebbene in parte danneggiato. Le sue disposizioni mostrano una forte influenza della tradizione sumera, con frequente applicazione della legge del taglione. Il codice comprende circa sessanta leggi, che trattano una vasta gamma di temi, tra cui la regolamentazione dei prezzi, il nolo, il matrimonio, il furto, i reati sessuali e le lesioni corporali. Nonostante la varietà degli argomenti e il carattere specifico di molte norme, si intravede per la prima volta un certo "filo conduttore" che collega le diverse disposizioni.